# Izopćenici
Izopćenici (bugarski: Хъшове) je naziv bugarske kazališne drame Ivana Vazova napisane 1884. godine. Drama govori o životu bugarskih seljaka i zemljoradnika u rumunjskoj pokrajini Vlaškoj, koji se pomažu u borbi protiv nasilne vlasti Osmanskog Carstva i bugarsku slobodu, ali izvan svoje vlastite domovine. zbog toga često nailaze na prepreke, koje su se za neke od likova pokazale kobnima. Drama prikazuje težnju jednog naroda za slobodom, koju pokušavaju izboriti borbom na stranoj grudi.
Smatra se klasikom bugarskog kazališnog umijeća i jedna je od najpoznatijih i najizvedenijih kazališnih predstava u Bugarskoj. Svoju praizvedbu ostvarila je na otvorenju Narodnog kazališta Ivana Vaznova u Sofiji 1904. godine.  Na praizvedbi su glumili poznati bugarski kazališni umjetnici Geno Kirov i Ivan Popov.
Prema predstavi je 2009. snimljena je televizijska dramska serija pod istim naslovom.